# Vladan Pavlović
Vladan Pavlović (in serbo Bлaдaн Пaвлoвић?; Surdulica, 24 febbraio 1984) è un ex calciatore serbo, di ruolo difensore.

## Carriera
Ha giocato nella massima serie serba.